# Philaries Kisang
Philaries Jeruto Kisang, née le 4 mars 1996, est une coureuse de fond kényane spécialisée en course en montagne. Elle a remporté la médaille d'argent de l'épreuve de montée aux championnats du monde de course en montagne et trail 2023.

## Biographie
Philaries Kisang est repérée par le Suisse Julien Lyon qui crée sa propre équipe de coureurs kényans, les Milimani Runners, pour se spécialiser dans les épreuves de course en montagne et trail,. Elle prend le départ de sa première course de montagne à Thyon-Dixence en 2022. Encore inconnue, elle se retrouve face à plusieurs de ses compatriotes favorites dont Lucy Wambui Murigi et Joyce Muthoni Njeru. Elle crée la surprise en parvenant à leur tenir tête et s'impose avec trente secondes d'avance sur Joyce Muthoni Njeru. La semaine suivante, elle effectue une solide course à Sierre-Zinal, talonnant la Suissesse Maude Mathys. Peu à l'aise dans les descentes, elle lâche du terrain en fin de course mais assure la troisième place. Elle récupère la deuxième place après disqualification pour dopage de sa compatriote Esther Chesang.
En 2023, elle rejoint l'équipe autrichienne run2gether. Elle est sélectionnée pour les deux épreuves de course en montagne aux championnats du monde de course en montagne et trail à Innsbruck. Sur l'épreuve de montée, elle prend un solide départ et attaque en deuxième partie de course pour revenir sur les talons de l'Autrichienne Andrea Mayr. Elle parvient à prendre brièvement la tête de course, mais se voit doublée par l'Autrichienne dans la dernière montée. Elle assure la médaille d'argent en terminant 37 secondes derrière cette dernière. Elle remporte de plus la médaille d'or au classement par équipes avec Valentine Jepkoech Rutto cinquième et Joyce Muthoni Njeru dixième. Le 12 août, elle s'élance parmi les favorites à Sierre-Zinal. Elle s'empare rapidement des commandes de la course avant de se faire doubler dans la montée par la Roumaine Mădălina Florea. Cette dernière finit par lever le pied, permettant à Philaries Kisang de remprendre la tête. Elle voit cependant Sophia Laukli et Joyce Muthoni Njeru revenir sur elle puis la doubler. Elle assure alors la troisième marche du podium.

## Palmarès
| no   | féminin            | Course                                                           | Longueur | Départ           | Temps           |
| ---- | ------------------ | ---------------------------------------------------------------- | -------- | ---------------- | --------------- |
| 22e  | Médaille d'or      | Thyon-Dixence                                                    | 16,35 km | 7 août 2022      | 1 h 20 min 41 s |
| 82e  | Médaille d'argent  | Sierre-Zinal                                                     | 31 km    | 13 août 2022     | 2 h 58 min 0 s  |
| 56e  | Médaille de bronze | Kilomètre vertical de Fully                                      | 1,92 km  | 22 octobre 2022  | 38 min 55 s     |
| 25e  | Médaille d'argent  | Course du Mont Kenya                                             | 13 km    | 26 février 2023  | 52 min 43 s     |
| 2e   | Médaille d'argent  | Championnats du monde de course en montagne - Montée             | 7,1 km   | 7 juin 2023      | 48 min 51 s     |
| 7e   | 7e                 | Championnats du monde de course en montagne - Montée et descente | 15,0 km  | 10 juin 2023     | 1 h 8 min 31 s  |
| 18e  | Médaille d'or      | Course de montagne du Grossglockner                              | 13,4 km  | 9 juillet 2023   | 1 h 29 min 59 s |
| 26e  | Médaille de bronze | Piz Tri Vertical                                                 | 3,5 km   | 15 juillet 2023  | 39 min 49 s     |
| 26e  | Médaille de bronze | Fletta Trail                                                     | 21 km    | 16 juillet 2023  | 1 h 41 min 13 s |
| 26e  | Médaille d'argent  | Montée du Nid d'Aigle                                            | 19,5 km  | 22 juillet 2023  | 2 h 6 min 33 s  |
| 19e  | Médaille d'argent  | Thyon-Dixence                                                    | 16,35 km | 6 août 2023      | 1 h 21 min 14 s |
| 83e  | Médaille de bronze | Sierre-Zinal                                                     | 31 km    | 12 août 2023     | 3 h 1 min 6 s   |
| 25e  | Médaille d'argent  | Vertical Nasego                                                  | 4,2 km   | 2 septembre 2023 | 40 min 27 s     |
| 17e  | Médaille d'or      | Kilomètre vertical Chiavenna-Lagùnc                              | 3,3 km   | 7 octobre 2023   | 38 min 42 s     |
| 14e  | Médaille d'argent  | Sky Gran Canaria AA21                                            | 22 km    | 15 octobre 2023  | 1 h 30 min 40 s |
| 28e  | Médaille d'argent  | Course de montagne du Grossglockner                              | 13,4 km  | 7 juillet 2024   | 1 h 23 min 45 s |
| 19e  | Médaille de bronze | Montemuro Vertical Run                                           | 10,2 km  | 14 juillet 2024  | 1 h 3 min 18 s  |
| 38e  | Médaille de bronze | Montée du Nid d'Aigle                                            | 20 km    | 20 juillet 2024  | 2 h 14 min 3 s  |
| 30e  | Médaille d'argent  | Piz Tri Vertical                                                 | 3,5 km   | 3 août 2024      | 40 min 20 s     |
| 35e  | Médaille d'argent  | Fletta Trail                                                     | 21 km    | 4 août 2024      | 1 h 41 min 51 s |
| 104e | 4e                 | Sierre-Zinal                                                     | 31 km    | 10 août 2024     | 3 h 5 min 52 s  |
| 28e  | Médaille d'argent  | Vertical Nasego                                                  | 4,2 km   | 31 août 2024     | 41 min 34 s     |
| 30e  | Médaille de bronze | Course de Šmarna Gora                                            | 10 km    | 5 octobre 2024   | 52 min 52 s     |
| 52e  | Médaille d'argent  | Kilomètre vertical Chiavenna-Lagùnc                              | 3,3 km   | 12 octobre 2024  | 38 min 35 s     |
| 28e  | Médaille d'argent  | Val Bregaglia Trail                                              | 23 km    | 13 octobre 2024  | 1 h 48 min 51 s |
| 36e  | Médaille d'argent  | Golfo dell'Isola Trail                                           | 26 km    | 17 mai 2025      | 2 h 22 min 51 s |
| 24e  | Médaille d'or      | Vertical Nasego                                                  | 4,2 km   | 24 mai 2025      | 38 min 53 s     |
| 34e  | Médaille d'or      | Trophée Nasego                                                   | 20,6 km  | 25 mai 2025      | 1 h 46 min 16 s |
| 25e  | Médaille de bronze | Course de montagne du Grossglockner                              | 13,4 km  | 6 juillet 2025   | 1 h 32 min 11 s |